# Sumnerkammen
Der Sumnerkammen (norwegisch) ist ein bis zu 2310 m hoher Gebirgskamm in der Heimefrontfjella des ostantarktischen Königin-Maud-Lands. Er ragt am nordöstlichen Ausläufer der Tottanfjella auf.
Wissenschaftler des Norwegischen Polarinstituts benannten ihn 1967. Namensgeber ist Maurice Reginald Sumner (* 1935) vom Falkland Islands Dependencies Survey, Meteorologe auf der Halley-Station in den Jahren von 1960 bis 1962 und Stationsleiter von 1962 bis 1964.